# José Fonte
José Miguel da Rocha Fonte (* 22. Dezember 1983 in Penafiel) ist ein portugiesischer Fußballspieler. Er steht beim portugiesischen Erstligisten Casa Pia AC unter Vertrag und ist portugiesischer Nationalspieler. Mit der Nationalmannschaft wurde er 2016 Europameister.

## Karriere

### Im Verein
José Fonte wechselte als Jugendlicher von seinem Heimatverein FC Penafiel in die Jugendakademie von Sporting Lissabon. Dort kam er in der Folge nur für die B-Mannschaft in der dritten Liga zum Einsatz. Nachdem ein bereits unterschriebener Vertrag beim SC Salgueiros aufgrund der Auflösung dieses Klubs nichtig geworden war, wechselte er zur Saison 2004/05 zum Zweitligisten FC Felgueiras. Auch dieser Klub hatte trotz des sportlichen Klassenerhalts am Saisonende mit Lizenzproblemen zu kämpfen und musste zwangsabsteigen. In der Hinrunde der Saison 2005/06 spielte Fonte für Vitória Setúbal und gab dort sein Debüt in der Primeira Liga. Nach vielversprechenden Leistungen wurde er zur Rückrunde von Benfica Lissabon verpflichtet, jedoch umgehend an den Erstligakonkurrenten FC Paços de Ferreira ausgeliehen. In der Spielzeit 2006/07 spielte er erneut auf Leihbasis für den Erstligisten CF Estrela Amadora.
Nach insgesamt 51 Erstligaeinsätzen in Portugal führte ihn ein weiteres Leihgeschäft zur Saison 2007/08 zum englischen Zweitligisten Crystal Palace, mit dem er am Saisonende die Aufstiegs-Play-Offs erreichte. Daraufhin zog Palace die Kaufoption und nahm Fonte fest unter Vertrag. Nach 82 Zweitligaspielen für den Verein wechselte Fonte zur Rückrunde der Saison 2009/10 zum Drittligisten FC Southampton, mit dem er in der Saison 2010/11 in die zweite Liga aufstieg und in der Folgesaison gar den Durchmarsch in die Erstklassigkeit perfekt machte. In der Saison 2012/13 debütierte Fonte folglich in der Premier League und blieb fortan eine Konstante in der Innenverteidigung neben Spielern wie zunächst Dejan Lovren und später Maya Yoshida. Im August 2014 verlängerte Fonte seinen Vertrag beim FC Southampton um drei Jahre bis Juli 2017 und wurde zum Mannschaftskapitän ernannt.
Zur Winterpause der Saison 2016/17 wechselte Fonté nach sieben Jahren Vereinszugehörigkeit zum Ligakonkurrenten West Ham United. Im Februar 2018 unterschrieb er einen Vertrag beim chinesischen Erstligisten Dalian Yifang. Nach nur einem halben Jahr wurde der Vertrag aufgelöst und Fonte unterschrieb einen Zweijahresvertrag beim OSC Lille. In der Saison 2020/21 gewann er mit dem Klub die französische Meisterschaft. Daraufhin verlängerte er seinen Vertrag um ein weiteres Jahr bis Ende Juni 2022, und im Mai 2022 um ein weiteres Jahr bis Juni 2023.
Im Sommer 2023 kehrte er nach 16 Jahren im Ausland nach Portugal zurück und wechselte ablösefrei zu Sporting Braga.

### In der Nationalmannschaft

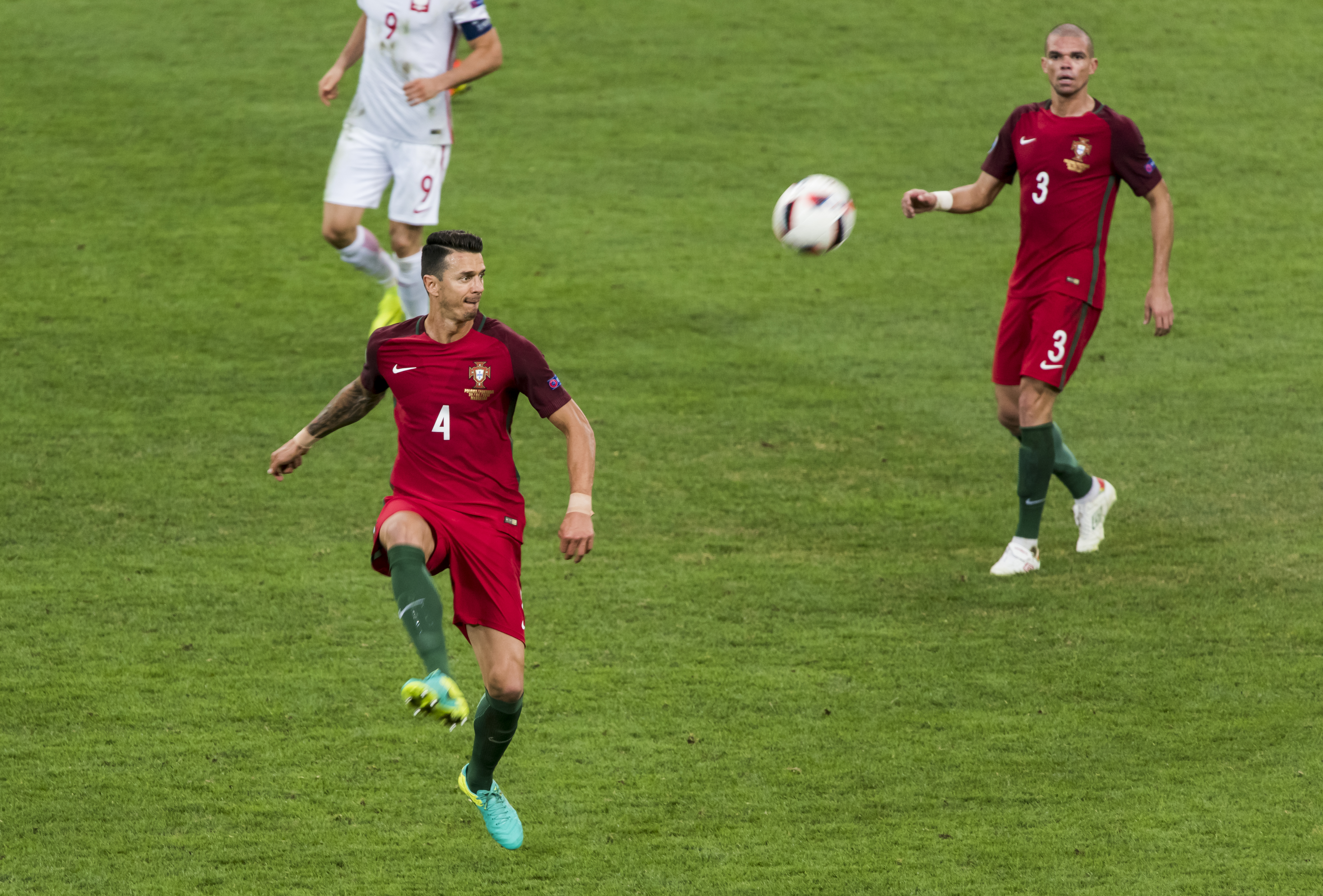
José Fonte bei der EM 2016

José Fonte bestritt im Jahr 2006 ein Länderspiel für die portugiesische U-21-Auswahl. Danach blieb er lange für Portugal unberücksichtigt, bevor er sich mit beständig guten Leistungen in der Premier League für höhere Aufgaben empfahl. So wurde er im vergleichsweise hohen Fußballeralter von fast 31 Jahren im Oktober 2014 von Nationaltrainer Fernando Santos erstmals in den Kader der A-Nationalmannschaft berufen. Daraufhin absolvierte er am 18. November 2014 im Rahmen eines Freundschaftsspiels gegen Argentinien (1:0) sein erstes A-Länderspiel.
Bei der Europameisterschaft 2016 stand er im portugiesischen Kader und kam in allen Spielen der K.-o.-Runde zum Einsatz, so auch beim 1:0-Finalsieg nach Verlängerung gegen den Gastgeber Frankreich, mit dem Portugal den ersten Titel der Verbandsgeschichte gewann.
Bei der Weltmeisterschaft 2018 absolvierte er alle Vorrundenspiele und das Achtelfinale, in dem Portugal gegen Uruguay ausschied. In der Nations League 2018/19 erreichte er mit Portugal die Finalrunde. Im Halbfinale gegen die Schweiz wurde er für den verletzten Pepe eingewechselt. Im Finale gegen die Niederlande stand er in der Startelf und gewann mit Portugal durch einen 1:0-Sieg den zweiten Titel.
Bei der Europameisterschaft 2021 stand er abermals im portugiesischen Kader, kam jedoch im Turnierverlauf nicht zum Einsatz. Portugal schied im Achtelfinale gegen Belgien aus.

## Erfolge
In der Nationalmannschaft
- Europameister: 2016
- UEFA-Nations-League-Sieger: 2019

Im Verein
- Football League Trophy: 2010
- Aufstieg in die Football League Championship: 2011
- Aufstieg in die Premier League: 2012
- Französischer Meister: 2021
- Französischer Supercupsieger: 2021

Persönliche Auszeichnungen
- PFA Team of the Year: 2010/11 (League One)

## Privates
José Fonte ist der ältere Bruder des portugiesischen Fußballspielers Rui Fonte.